# Luigi Einaudi
Luigi Einaudi (Carrù, 24 de março de 1874 — Roma, 30 de outubro de 1961) foi um economista, político e 2° Presidente da República Italiana, eleito em 11 de maio de 1948 (no quarto escrutínio). Terminado o mandato tornou-se senador vitalício na condição de ex-presidente da República.

## Início da vida política
A partir do início do século 20, Einaudi mudou cada vez mais para uma postura mais conservadora. Em 1919 foi nomeado senador do Reino da Itália. Ele também trabalhou como jornalista para importantes jornais italianos, como La Stampa e Il Corriere della Sera, além de ser correspondente financeiro do The Economist. Um anti-fascista, ele parou de trabalhar para jornais italianos de 1926, sob o fascista regime, retomando seu relacionamento profissional com o Corriere della Sera, depois da queda do regime em 1943. Depois do Armistício (8 de setembro 1943) fugiu para Suíça, retornando à Itália em 1944.
Einaudi foi governador do Banco da Itália de 5 de janeiro de 1945 a 11 de maio de 1948, e também membro fundador da Consulta Nazionale, que abriu o caminho para o novo Parlamento da República Italiana após a Segunda Guerra Mundial. Mais tarde, ele foi Ministro das Finanças, Tesouro, bem como Vice-Premier, em 1947-1948. Ele também foi membro do think tank neoliberal da Mont Pelerin Society.

## Presidente (1948–1955)
Em 11 de maio de 1948 foi eleito o segundo Presidente da República Italiana. Ao final do mandato de sete anos, em 1955, ele se tornou senador vitalício. Einaudi foi membro de várias instituições culturais, econômicas e universitárias. Ele era um defensor do ideal do federalismo europeu.
Einaudi dirigia pessoalmente as atividades de sua fazenda perto de Dogliani, produzindo o vinho Nebbiolo, para o qual se gabava de estar utilizando os desenvolvimentos agrícolas mais avançados. Em 1950, a revista satírica monarquista Candido publicou um cartoon em que Einaudi está no Palácio do Quirinal, cercado por uma guarda de honra presidencial (os corazzieri) de garrafas gigantes do vinho Nebbiolo, cada uma rotulada com o logotipo institucional. O cartoon foi julgado como lesa-majestade por um tribunal da época, e Giovannino Guareschi, como diretor da revista, foi considerado responsável e condenado.
Luigi Einaudi morreu em Roma em 1961.